# Nederlandse kampioenschappen baanwielrennen 2019
De Nederlandse kampioenschappen baanwielrennen 2019 werden gehouden in Sportpaleis Alkmaar  op 27, 28, 29 december 2019. De onderdelen teamsprint en ploegenachtervolging werden vereden op 24 november de derny op 8 december de 50km op 21 december en het omnium werd op 22 december.. De wedstrijden werden door de Koninklijke Nederlandsche Wielren Unie georganiseerd.

## Erelijst
| Discipline           | Goud                                                                             | Zilver                                                                | Brons                                                               |
| -------------------- | -------------------------------------------------------------------------------- | --------------------------------------------------------------------- | ------------------------------------------------------------------- |
| Mannen               |                                                                                  |                                                                       |                                                                     |
| Derny                | Philip Heijnen                                                                   | Reinier Honig                                                         | Maikel Zijlaard                                                     |
| Ind. achtervolging   | Maikel Zijlaard                                                                  | Koen Bouwman                                                          | Enzo Leijnse                                                        |
| Keirin               | Harrie Lavreysen                                                                 | Matthijs Büchli                                                       | Theo Bos                                                            |
| Madison              | Wim Stroetinga & Yoeri Havik                                                     | Jan-Willem van Schip & Roy Pieters                                    | Roy Eefting & Ryan Schilt                                           |
| Omnium               | Jan-Willem van Schip                                                             | Roy Eefting                                                           | Yoeri Havik                                                         |
| Ploegenachtervolging | Casper van Uden, Enzo Leijnse, Maikel Zijlaard, Vincent Hoppezak, Philip Heijnen | Roy Duijvesteijn, Luuk van Gestel, Luuk Jansen, Thomas Mijnsbergen    | Loe van Belle, Lance Huenders, Tristan Kool, Wouter van de Weerdhof |
| Puntenkoers          | Roy Eefting                                                                      | Philip Heijnen                                                        | Patrick Bos                                                         |
| Scratch              | Ryan Schilt                                                                      | Roy Pieters                                                           | Roy Eefting                                                         |
| Sprint               | Matthijs Büchli                                                                  | Jeffrey Hoogland                                                      | Harrie Lavreysen                                                    |
| Stayeren             | Reinier Honig                                                                    | Ocko Geserick                                                         | Luuk Jansen                                                         |
| Teamsprint           | Sam Ligtlee, Yorik Wever, Koen van der Wijst                                     | Gino Knies, Daan Kool, Tijmen van Loon                                | Mark Bakker, Tony Boon, Yorick Bos                                  |
| Tijdrit 1 km         | Theo Bos                                                                         | Sam Ligtlee                                                           | Carlo Cesar                                                         |
| 50 km                | Jan-Willem van Schip                                                             | Ryan Schilt                                                           | Martijn Tusveld                                                     |
| Vrouwen              |                                                                                  |                                                                       |                                                                     |
| Derny                | Marit Raaijmakers                                                                | Marjolein van 't Geloof                                               | Minke Bakker                                                        |
| Ind. achtervolging   | Amy Pieters                                                                      | Juliet Eickhof                                                        | Michelle de Graaf                                                   |
| Keirin               | Shanne Braspennincx                                                              | Steffie van der Peet                                                  | Lorena Wiebes                                                       |
| Madison              | Kirsten Wild & Amy Pieters                                                       | Amber van der Hulst & Marit Raaijmakers                               | Mylène de Zoete & Bente van Teeseling                               |
| Omnium               | Kirsten Wild                                                                     | Amy Pieters                                                           | Nina Kessler                                                        |
| Ploegenachtervolging | Mylène de Zoete, Bente van Teeseling, Kirstie van Haaften, Amber van der Hulst   | Maaike Brandwagt, Tessa Dijksman, Michelle de Graaf, Daniek Hengeveld | Eva Bijwaard, Maike van der Duin, Melanie Klement, Phaedra Krol     |
| Puntenkoers          | Amy Pieters                                                                      | Kirstie van Haaften                                                   | Nina Kessler                                                        |
| Scratch              | Lorena Wiebes                                                                    | Nina Kessler                                                          | Maike van der Duin                                                  |
| Sprint               | Laurine van Riessen                                                              | Shanne Braspennincx                                                   | Steffie van der Peet                                                |
| Teamsprint           | Lonneke Geraerts, Kimberly Kalee                                                 | Aniek van den Aarsen, Maud Adriaansen                                 | Tanja van der Drift, Eden Hoogschagen                               |
| Tijdrit 500 m        | Shanne Braspennincx                                                              | Kyra Lamberink                                                        | Steffie van der Peet                                                |

2006 · 2007 · 2008 · 2009 · 2010 · 2011 · 2012 · 2013 · 2014 · 2015 · 2016 · 2017 · 2018 · 2019 · 2020 · 2021 · 2022 · 2023 · 2024 · 2025